# TV Emsdetten
Maillots
Dernière mise à jour : 28 juillet 2014.
La section handball du TV Emsdetten ou Turnverein Emsdetten 1898 e.V. est un club allemand situé dans la ville de Emsdetten en Rhénanie-du-Nord-Westphalie.
Fondé en 1898, le club a évolué 1.Bundesliga lors de la saison 2013-2014.

## Histoire

### La 2.Bundesliga
À l'issue de la saison 1984-1985, le TV Emsdetten accède en 2.Bundesliga. Le TV Emsdetten enchaîne tout d'abord des résultats assez satisfaisants lors des quatre premières saisons, terminant à mi-classement avant d'être relégué en Regionalliga West (division 3) au terme de la saison 1989/1990.
Le club remonte aussitôt grâce à sa première place lors de la saison 1990/1991 puis se maintient dans cette division. En 2013, après 25 saisons sur 26 en 2.Bundesliga , le TVE parvient enfin à accéder 1.Bundesliga.
Mais le club termine bon dernier lors de la saison 2013/2014 et retrouve immédiatement la 2.Bundesliga.

### Parcours
| Saison    | Niveau | Division           | Place | Coupe |
| --------- | ------ | ------------------ | ----- | ----- |
| 1985–1986 | 2      | 2.Bundesliga Nord  | 8     | ?     |
| 1986–1987 | 2      | 2.Bundesliga Nord  | 9     | ?     |
| 1987–1888 | 2      | 2.Bundesliga Nord  | 8     | ?     |
| 1988–1989 | 2      | 2.Bundesliga Nord  | 7     | ?     |
| 1989–1990 | 2      | 2.Bundesliga Nord  | 13    | ?     |
| 1990–1991 | 3      | Regionalliga West  | 1     | ?     |
| 1991–1992 | 2      | 2.Bundesliga Mitte | 9     | ?     |
| 1992–1993 | 2      | 2.Bundesliga Mitte | 5     | ?     |
| 1993–1994 | 2      | 2.Bundesliga Nord  | 11    | ?     |
| 1994–1995 | 2      | 2.Bundesliga Nord  | 14    | ?     |
| 1995–1996 | 2      | 2.Bundesliga Nord  | 16    | ?     |
| 1996–1997 | 2      | 2.Bundesliga Nord  | 8     | ?     |

| Saison    | Niveau | Division          | Place | Coupe          |
| --------- | ------ | ----------------- | ----- | -------------- |
| 1997–1998 | 2      | 2.Bundesliga Nord | 8     | Deuxième tour  |
| 1998–1999 | 2      | 2.Bundesliga Nord | 13    | Troisième tour |
| 1999–2000 | 2      | 2.Bundesliga Nord | 9     | Premier tour   |
| 2000–2001 | 2      | 2.Bundesliga Nord | 4     | Deuxième tour  |
| 2001–2002 | 2      | 2.Bundesliga Nord | 4     | Premier tour   |
| 2002–2003 | 2      | 2.Bundesliga Nord | 9     | Premier tour   |
| 2003–2004 | 2      | 2.Bundesliga Nord | 13    | Deuxième tour  |
| 2004–2005 | 2      | 2.Bundesliga Nord | 13    | Troisième tour |
| 2005–2006 | 2      | 2.Bundesliga Nord | 3     | Troisième tour |
| 2006–2007 | 2      | 2.Bundesliga Nord | 9     | Troisième tour |
| 2007–2008 | 2      | 2.Bundesliga Nord | 4     | Troisième tour |
| 2008–2009 | 2      | 2.Bundesliga Nord | 5     | Deuxième tour  |

| Saison    | Niveau | Division          | Place   | Coupe              |
| --------- | ------ | ----------------- | ------- | ------------------ |
| 2009–2010 | 2      | 2.Bundesliga Nord | 2       | Troisième tour     |
| 2010–2011 | 2      | 2.Bundesliga Nord | 3       | Huitième de finale |
| 2011–2012 | 2      | 2.Bundesliga      | 7       | Premier tour       |
| 2012–2013 | 2      | 2.Bundesliga      | 2       | Huitième de finale |
| 2013–2014 | 1      | 1.Bundesliga      | 18      | Deuxième tour      |
| 2014–2015 | 2      | 2.Bundesliga      | 10      | ?                  |
| 2015–2016 | 2      | 2.Bundesliga      | 10      | ?                  |
| 2016–2017 | 2      | 2.Bundesliga      | 9       | ?                  |
| 2017–2018 | 2      | 2.Bundesliga      | 10      | ?                  |
| 2018–2019 | 2      | 2.Bundesliga      | 14      | ?                  |
| 2019–2020 | 2      | 2.Bundesliga      | 17      | ?                  |
| 2020–2021 | 3      | 3. Liga           | à venir | à venir            |

## Personnalités liées au club

### Joueurs emblématiques
- Janko Božović : de 2011 à 2014
- Matthias Aschenbroich
- Rudi Rauer
- Henning Siemens

## Ems-Halle
L'Ems-Halle est l'entre du TV Emsdetten, cette salle omnisports peut accueillir 2200 places.